# Brian Woodard
Brian Woodard ([ˈwʊdɑːrd] ) ist ein US-amerikanischer Biathlet.
Brian Woodard lebt in Boulder. Er startet für den Colorado Biathlon Club, wo er auch als Freiwilligenkoordinator und Streckendirektor wirkt. Woodard wurde 2007 Vizemeister in der Masters-Klasse des Bundesstaates Colorado. 2010 gewann er den Titel im Sprint und dem Verfolgungsrennen der Männerklasse. 2011 kam erneut der Titel im Sprintrennen und der Vizemeistertitel im Verfolgungsrennen hinzu. Bei den US-Meisterschaften 2011 wurde er in der Masters-Klasse Dritter im Massenstartrennen. In der Saison 2011/12 erreichte er in West Yellowstone erstmals Podiumsplatzierungen in der höchsten kontinentalen Rennserie. Im Sprint wurde er hinter Wynn Roberts und Kevin Jacobsen Dritter, im Verfolgungsrennen musste er sich einzig Russell Currier geschlagen geben und verwies Robert Killian auf den dritten Platz.

## Belege
1. ↑  CBC-SMR Sprint (January 6, 2007)
2. ↑  CBC State Championships Sprint (February 6, 2010)
3. ↑  CBC State Championships Pursuit (February 7, 2010)
4. ↑  Colorado Biathlon State Championships (Sprint) 2011-02-26
5. ↑  Colorado Biathlon State Championships (Pursuit and overall results) 2011-02-27
6. ↑  US Nationals Mass Start Results

| Personendaten    | Personendaten              |
| ---------------- | -------------------------- |
| NAME             | Woodard, Brian             |
| KURZBESCHREIBUNG | US-amerikanischer Biathlet |
| GEBURTSDATUM     | 20. Jahrhundert            |